# Stupid Girls
Stupid Girls (Engl. für dumme Mädchen) ist ein Rock-/Popsong der US-amerikanischen Sängerin P!nk aus dem Jahr 2006. Das Stück wurde von P!nk, Billy Mann, Robin Lynch und Niklas Olovson geschrieben.

## Inhalt
Der in der Ich-Perspektive verfasste Liedtext kritisiert die Reduktion auf Äußerlichkeiten („Flippin' my blonde hair back / Push up my bra like that“) und angepasstes Verhalten („Maybe if I act like that / That guy will call me back“). Er wirft zusätzlich Fragen auf, was mit dem Traum einer weiblichen Präsidentin passiert sei, die nun neben 50 Cent tanze, oder wo die schlauen Leute hin verschwunden seien. Es wird die Position vertreten, dass es die Ausgestoßenen und die Mädchen mit Ehrgeiz seien, die die Ich-Erzählerin sehen möchte („Outcasts and girls with ambition / That’s what I wanna see“).

## Musikvideo
Das Musikvideo zur Single wurde 2005 unter der Regie von Dave Meyers realisiert. Der Handlungsstrang beginnt mit Pink in der Rolle eines Engels und eines Teufels auf den Schultern eines Mädchens, welche diesem ein gegensätzliches Frauenbild anbieten. Auf der Seite des Engels stehen Figuren wie eine Lehrerin oder eine Politikerin, auf der anderen Seite eine Shopping-Queen, eine Tänzerin in einem Rap-Video, eine Benutzerin von Selbstbräuner, ein Busenwunder oder eine Bulimikerin. P!nk persifliert dabei auf erkennbare Weise Prominente wie Mary-Kate Olsen beim Shopping in einer Fred-Segal-Boutique, Paris Hilton in deren Video „1 Night in Paris“, Lindsay Lohan, während sie sich am Steuer eines Autos schminkt und zwei Passanten überfährt, oder Jessica Simpson in deren Musikvideo zu These Boots are Made for Walking. Das Video endet mit einem Plot Point, als das Mädchen eines der beiden Rollenbilder wählt und sich für das Spielen mit einem Football anstatt mit Puppen entscheidet.
Das Musikvideo wurde 2006 bei den MTV Video Music Awards in der Kategorie Best Pop Video ausgezeichnet.
P!nk selbst wurde in ähnlicher Weise in dem im August 2002 von Bart Borghesi realisierten Musikvideo Do it with Madonna der australischen Band The Androids persifliert.

## Rezeption
Jon Pareles rezensierte das Lied und das Video für die New York Times als Verspottung aller quietschvergnügten, geistlosen, windigen Starlets und Möchtegerns („mocks every bouncy, vapid, pneumatic starlet and wannabe“)
Bill Lamb von About.com meint, dass P!nk zu Recht Lob gebührt, weil sie die oberflächlichen und destruktiven Klischees junger Frauen thematisiert („she has deservedly received praise for taking on shallow, destructive images of young women“).
Pink-Biograf Paul Lester nennt in seinem Werk auch Heuchlereivorwürfe von Kritikern. Sie selbst habe ihr eigenes Image als Party-Girl auf ihrem Aussehen aufgebaut und wisse um die Hilton-Doktrin „I’ll do what I want, cuz I can“.

## Chartplatzierungen
| ChartsChartplatzierungen       | Höchstplatzierung | Wochen |
| ------------------------------ | ----------------- | ------ |
| Deutschland (GfK)              | 5 (15 Wo.)        | 15     |
| Österreich (Ö3)                | 3 (22 Wo.)        | 22     |
| Schweiz (IFPI)                 | 2 (39 Wo.)        | 39     |
| Vereinigtes Königreich (OCC)   | 4 (17 Wo.)        | 17     |
| Vereinigte Staaten (Billboard) | 13 (20 Wo.)       | 20     |